# 몬태나 대학교
몬태나 대학교(University of Montana, UM)는 몬태나주 미줄라에 있는 공립 연구 대학이다. 몬태나 대학교는 몬태나 대학교 시스템의 주력 기관이자 두 번째로 큰 캠퍼스이다. 몬태나 대학교는 2018년 가을에 10,962명의 학부 및 대학원생을 보고했다. 2022년 기준으로 "R1: 박사 과정 - 매우 높은 연구 활동"으로 분류되고 있다.
몬태나 대학교는 미국에서 17위, 로즈 장학생을 배출하는 공립 대학교 중 5위이다. 11명의 트루먼 장학생(Truman Scholars), 14명의 골드워터 장학생(Goldwater Scholars), 40명의 우덜 장학생(Udall Scholars)이 명단에 포함되어 있다. 졸업생인 해럴드 우레이(Harold Urey)가 노벨상을 수상했다.